# نوم مفاجئ أثناء القيادة
النوم المفاجئ أثناء القيادة على الطريق السريع (بالإنجليزية: Highway hypnosis)‏، والمعروف أيضًا باسم حمى الخط الأبيض، هو حالة ذهنية متغيرة يمكن فيها لأي شخص يقود سيارة أو شاحنة أو سيارة أخرى لمسافات بعيدة، ويستجيب للأحداث الخارجية بالطريقة المتوقعة والآمنة والصحيحة دون أن يتذكر ذلك فعل ذلك بوعي. وفي هذه الحالة، يبدو أن عقل السائق الواعي مركز بالكامل في مكان آخر، في حين أنه لا يزال يعالج المعلومات اللازمة للقيادة بأمان. يعتبر النوم المفاجئ أثناء القيادة تجليًا لعملية تلقائية الشائعة.
وُصِف هذا المفهوم لأول مرة في مقال عام 1921 ذكر ظاهرة "التنويم المغناطيسي على الطريق": القيادة في حالة شبيهة بالترنّح أثناء التحديق في نقطة ثابتة. كما تناولت دراسة بعنوان "النوم بالعينين مفتوحتين" لـ والتر مايلز عام 1929 هذا الموضوع، مشيرةً إلى أنه من الممكن أن ينام السائقون وعيونهم مفتوحة ويستمرون في القيادة.
أصبحت فكرة أن الحوادث غير المبررة في السيارات يمكن تفسيرها بهذه الظاهرة شائعة في الخمسينيات. وقد ابتكر عبارة "النوم المفاجئ أثناء القيادة" العالم جي. دبليو. ويليامز عام 1963. بناءً على نظريات إرنست هيلجارد [الإنجليزية] (1986، 1992) أن التنويم المغناطيسي هو حالة متغيرة من الوعي، يعتقد بعض المنظرين أن الوعي يمكن أن يطور التفكك المنوم. في مثال التنويم المغناطيسي على الطرق السريعة، هناك تيار من الوعي يقود السيارة بينما الآخر يتعامل مع أمور أخرى. يمكن أن يتطور فقدان الذاكرة الجزئي أو الكامل المرتبط بالوقت الذي تقضيه القيادة تحت تأثير التنويم المغناطيسي على الطريق السريع للسائق المعني.

## مقالات ذات صلة
- التلقائية
- آلية (قانون) [الإنجليزية]
- ذاكرة عضلية
- النوم المصغر
- انتباه سمعي انتقائي [الإنجليزية]
- القيادة بعد الحرمان من النوم [الإنجليزية]
- تركيز (علم النفس)